# ماکو ایشی نو
ماکو ایشی نو (انگلیسی: Mako Ishino؛ زادهٔ ۳۱ ژانویهٔ ۱۹۶۱) یک موسیقی‌دان اهل ژاپن است. وی از سال ۱۹۷۷ میلادی تاکنون مشغول فعالیت بوده‌است.